# Comuna Grănicești, Suceava
Grănicești (în germană Graniczestie, în maghiară Krincsest) este o comună în județul Suceava, Bucovina, România, formată din satele Dumbrava, Grănicești (reședința), Gura Solcii, Iacobești, Românești și Slobozia Sucevei.

## Istoric
Prima atestare documentară a satului Grănicești datează din 15 martie 1490, când Ștefan cel Mare a întărit Episcopiei de Rădăuți dreptul de stăpânire a 50 de sate "care au fost date de ... Alexandru voievod". 

## Obiective turistice
- Biserica de lemn din Grănicești - datând din 1758; se află în cimitirul satului .

## Demografie
Componența etnică a comunei Grănicești
     Români (90,86%)
     Alte etnii (0,17%)
     Necunoscută (8,97%)
Componența confesională a comunei Grănicești
     Ortodocși (58,92%)
     Penticostali (29,09%)
     Creștini după evanghelie (1,39%)
     Alte religii (1,43%)
     Necunoscută (9,18%)
Conform recensământului efectuat în 2021, populația comunei Grănicești se ridică la 5.263 de locuitori, în creștere față de recensământul anterior din 2011, când fuseseră înregistrați 4.440 de locuitori. Majoritatea locuitorilor sunt români (90,86%), iar pentru 8,97% nu se cunoaște apartenența etnică. Din punct de vedere confesional, majoritatea locuitorilor sunt ortodocși (58,92%), cu minorități de penticostali (29,09%) și creștini după evanghelie (1,39%), iar pentru 9,18% nu se cunoaște apartenența confesională.

## Politică și administrație
Comuna Grănicești este administrată de un primar și un consiliu local compus din 15 consilieri. Primarul, Gheorghe Nuțu[*], de la Partidul Social Democrat, este în funcție din 2000. Începând cu alegerile locale din 2024, consiliul local are următoarea componență pe partide politice:
|  | Partid                          | Consilieri | Componența Consiliului | Componența Consiliului | Componența Consiliului | Componența Consiliului | Componența Consiliului | Componența Consiliului |
|  | ------------------------------- | ---------- | ---------------------- | ---------------------- | ---------------------- | ---------------------- | ---------------------- | ---------------------- |
|  | Partidul Social Democrat        | 6          |                        |                        |                        |                        |                        |                        |
|  | Alianța pentru Unirea Românilor | 4          |                        |                        |                        |                        |                        |                        |
|  | Partidul Național Liberal       | 3          |                        |                        |                        |                        |                        |                        |
|  | Partidul Mișcarea Populară      | 2          |                        |                        |                        |                        |                        |                        |

## Recensământul din 1930
Componența etnică a comunei Grănicești
     Români (98,2%)
     Polonezi (0,7%)
     Evrei (0,6%)
     Altă etnie (0,5%)
Componența confesională a comunei Grănicești
     Ortodocși (97%)
     Romano-catolici (0,85%)
     Mozaici (0,6%)
     Altă religie (1,55%)
Conform recensământului efectuat în 1930, populația comunei Grănicești se ridica la 1611 locuitori. Majoritatea locuitorilor erau români (98,2%), cu o minoritate de evrei (0,6%) și una de polonezi (0,7%). Alte persoane s-au declarat: ruteni (3 persoane), germani (6 persoane). Din punct de vedere confesional, majoritatea locuitorilor erau ortodocși (97,0%), dar existau și romano-catolici (0,85%), mozaici (0,6%). Alte persoane au declarat: greco-catolici (2 persoane) și baptiști (4 persoane).

## Personalități
- Radu Z. Tudose (n. 1928- d. 2008) - inginer chimist, membru corespondent al Academiei Române
- Margareta Clipa (n. 1958) - una dintre cele mai cunoscute cântărețe de muzică populară din România